# Jhon Pajoy
Jhon Fredy Pajoy Ortiz (Cali, 10 novembre 1988) è un calciatore colombiano, attaccante del Real Santa Cruz.

## Carriera

### Club
Ha giocato nella massima serie dei campionati colombiano, messicano e saudita, e nella seconda divisione argentina.